# Årstein
Ne doit pas être confondu avec Alstein, Alstein (homonymie) ou Alsten.
Årstein est une localité du comté de Troms, en Norvège.

## Géographie
Administrativement, Årstein fait partie de la kommune de Gratangen.